# アビラーション
アビラーション（Abrasion）は、福島県いわき市を本拠地として将来のJリーグ加盟を目指していたサッカーのクラブチームである。

## 概要
クラブ名のアビラーションとは、フランス語の「磨く」に由来し、原石を探し出し、磨き上げて優秀な選手を育てるという意味が込められている。
クラブの運営母体は、スポーツを通してのまちづくりと人づくり、そして、Jリーグチームの設立を通して、地域の人々が「夢と誇り」を持って生活できる環境づくりを目的に設立された特定非営利活動法人（NPO法人）いわきクラブ。
かつてはトップチームの他に下部組織として、ジュニアユース（U-15）、ジュニア（U-12）チーム、キンダー（U-6）スクールを開設していたが、現在はジュニアチームのみの活動となっている。
サッカーだけでなく、様々なスポーツに親しめる環境の創出を目的としたJリーグ百年構想に沿った総合型地域スポーツクラブを目指していた。

## 歴史
- 2003年

3月10日、特定非営利活動法人いわきクラブ設立。
4月、トップチーム、ジュニア（U-12）チーム、キンダー（U-6）スクール発足。
- 2004年

5月16日、元京都パープルサンガコーチのヤン・シェッツイーナを総監督に迎え、Jリーグ参入に向けて活動を本格化させた。
10月、当初は2005年度からの福島県社会人サッカーリーグ3部からスタートすることを目指したが、準備不足などを理由にチャレンジマッチ（県内の各ブロックリーグの上位チームによる大会）出場を辞退した。
- 2005年

10月、チャレンジマッチを経て、福島県リーグ3部東に参入決定。
- 2006年

4月9日、福島県リーグ3部東に参戦。リーグ戦初試合はNC倶楽部と3-3で引き分ける。
- 2007年

10月、福島県リーグ3部東で優勝し2部昇格を決めた。11月、3部東西優勝決定戦で3部西優勝のラスティング郡山を0-0（PK5-4）で下した。
- 2008年

2月1日、前横浜F・マリノス育成普及本部コーチの石田学が監督にが就任。
2月9日、大分トリニータとJリーグ参入へ向けての事業運営面や下部組織の構築などに関してのノウハウ提供を受ける内容の業務提携契約を締結した。
7月16日、監督、選手らが地域を回りサッカーの指導をする「アビラーション・サッカーおとどけ隊」事業がスタート。
8月3日、第15回全国クラブチームサッカー選手権大会福島県大会の決勝でラスティング郡山を2-0で下し優勝、東北大会出場を決める。
9月22日、第15回全国クラブチームサッカー選手権大会東北大会の決勝でFCロッソル（宮城）を6-1で下し優勝、全国大会出場を決める。
10月26日、福島県リーグ2部の全日程が終了。10戦全勝の成績で優勝し1部昇格を決める。
11月1日、第15回全国クラブチームサッカー選手権大会1回戦で久御山FC（京都）に1-1（延長0-0、PK6-7）で敗れる。
- 2009年

2月1日、前コーチの綿路翼が監督に就任。
4月1日、ジュニアユース（U-15）チームが発足。
8月2日、第16回全国クラブチームサッカー選手権大会福島県大会の決勝でNC倶楽部を2－0で下し優勝、東北大会出場を決める。
9月21日、第16回全国クラブチームサッカー選手権大会東北大会の準々決勝でアンソメット岩手・八幡平（岩手）に0-0（PK5-6）で敗れる。
- 2010年

2月1日、選手兼任で池田光忠が監督に就任。
11月、来季からの福島県リーグ2部降格が決まる。
- 2011年

4月、東日本大震災の影響で、福島県リーグの前期日程が中止になる。
9月、福島県リーグの後期日程が実施される。
- 2013年

11月、福島県リーグ2部で2位となり1部昇格を決める。
- 2014年

11月、福島県リーグ1部で6位となり2部降格が決まる。
- 2015年

3月8日、第7回いわきサッカー選手権大会の決勝で東日本国際大学サッカー部を3-3（PK4-2）で下し優勝。
- 2016年

ジュニアチーム以外の活動を停止。

## 成績・歴代監督
| 年度 | 所属                 | 順位 | 勝点 | 試合 | 勝 | 分 | 敗 | 得点 | 失点 | 差  | 監督       |
| 2006 | 福島県3部 東ブロック | 3位  | 17   | 10   | 4  | 5  | 1  | 45   | 10   | 35  | 大田原邦彦 |
| 2007 | 福島県3部 東ブロック | 優勝 | 25   | 10   | 8  | 1  | 1  | 32   | 7    | 25  | 綿路翼     |
| 2008 | 福島県2部            | 優勝 | 30   | 10   | 10 | 0  | 0  | 48   | 4    | 44  | 石田学     |
| 2009 | 福島県1部            | 2位  | 23   | 10   | 7  | 2  | 1  | 23   | 7    | 16  | 綿路翼     |
| 2010 | 福島県1部            | 4位  | 14   | 10   | 4  | 2  | 4  | 22   | 24   | -2  | 池田光忠   |
| 2011 | 福島県2部            | 4位  | 6    | 4    | 2  | 0  | 2  | 18   | 10   | 8   | 池田光忠   |
| 2012 | 福島県2部            | 4位  | 12   | 10   | 3  | 3  | 4  | 13   | 23   | -10 | 池田光忠   |
| 2013 | 福島県2部            | 2位  | 18   | 10   | 5  | 3  | 2  | 16   | 12   | 4   | 池田光忠   |
| 2014 | 福島県1部            | 6位  | 0    | 10   | 0  | 0  | 10 | 7    | 44   | -37 | 池田光忠   |
| 2015 | 福島県2部            | 4位  | 12   | 10   | 4  | 0  | 6  | 18   | 27   | -9  | 池田光忠   |

## タイトル

### リーグ戦
- 福島県社会人サッカーリーグ2部
  - 2008年

## ユニフォーム

### チームカラー
- チームカラーはオレンジ

### ユニフォームスポンサー
| 掲出箇所 | スポンサー名     | 表記           | 提出年      | 備考 |
| 胸       | -                |                |             |      |
| 背中     | マルト           | MARUTO         | 2010年-     |      |
| 袖       | みちや内科胃腸科 | MICHIYA CLINIC | 2008年10月- |      |
| パンツ   | -                |                |             |      |

### ユニフォームサプライヤー
- 2009年 - 2012年　イルマックス

### 歴代ユニフォームスポンサー年表
| 年度 | 胸                   | 背中   | 袖                 | パンツ     | サプライヤー |
| 2008 | -/安島内科クリニック | -      | -/みちや内科胃腸科 | -          | -            |
| 2009 | -                    | -      | みちや内科胃腸科   | アドマック | イルマックス |
| 2010 | -                    | マルト | みちや内科胃腸科   | アドマック | イルマックス |
| 2011 | -                    | マルト | みちや内科胃腸科   | アドマック | イルマックス |
| 2012 | -                    | マルト | みちや内科胃腸科   | アドマック | イルマックス |
| 2013 | -                    | マルト | みちや内科胃腸科   | -          | -            |
| 2014 | -                    | マルト | みちや内科胃腸科   | -          | -            |
| 2015 | -                    | マルト | みちや内科胃腸科   | -          | -            |

## 歴代所属選手
- 池田光忠 (2009-2015)
- 金子剛 (2010)
- 戸澤俊亮 (2015)
- 矢野優都 (2014-2015)